# Качели (фильм)
«Каче́ли» — российский остросюжетный драматический художественный фильм режиссёра Антона Сиверса, снятый в 2007 году.
Премьера фильма состоялась 14 февраля 2008 года.
Рекламный слоган фильма — «Ваши чувства на пределе».

## Сюжет
Основная тема фильма — драматическая история любви семейной пары, любви «на пределе чувств», зарисовка ярких характеров мужчины и женщины. Взаимоотношения героев — это своеобразные любовные качели, то возносящие задыхающихся от любви влюблённых в облака, то бросающие их с самого пика наслаждения в бездну непонимания, измен и душевной пустоты. Кажущееся поначалу семейное благополучие быстро сменяется супружеским разладом. Качели раскачиваются так сильно, что остановить их, кажется, уже почти невозможно.
Он — капитан Макаров (Андрей Мерзликин), боец отряда специального назначения с позывным «Кувалда». Отчаянно смел на службе, силён физически, постоянно рискует своей жизнью и никогда не знает, вернётся ли домой с очередного задания. А дома он — совершенно беззащитный, любящий, заботливый, терпеливый и всепрощающий муж.
Она — Таня (Мария Миронова), его красивая и непредсказуемая жена, парикмахер, которая никак не может разобраться в своих чувствах к мужу. Конечно же, она любит своего «Кувалду», но не может жить и без наркомана и богемного питерского тусовщика Алексея Корнилова (Борис Хвошнянский), с которым особо не таясь изменяет мужу и, в конце концов, уходит от мужа к любовнику, который, по её словам, «пропадёт без неё».
В этой взрывоопасной обстановке кипящих семейных страстей растёт их маленькая дочь Лена (Поля Исаева).
Пытаясь порвать с женой, Макаров бросается в объятия интеллигентной и одинокой Инны Максимовны (Ксения Раппопорт), преподавателя дочери Лены по классу балета, а затем уходит к этой женщине, чтобы начать с ней новую жизнь.
И только после того, как Макаров едва не погиб на очередном задании, Таня понимает, что очень сильно любит его, что «всегда его любила, только сама этого не знала». И теперь она не представляет, как ей жить дальше без своего единственного любимого мужчины…

## В ролях
- Мария Миронова — Таня, жена Макарова, парикмахер
- Андрей Мерзликин — Сергей Макаров, капитан, боец отряда специального назначения с позывным «Кувалда»
- Ксения Раппопорт — Инна Максимовна, преподаватель детского балетного класса
- Поля Исаева — Лена, дочь Макаровых
- Борис Хвошнянский — Алексей Корнилов, любовник Тани, художник, наркоман, богемный питерский тусовщик
- Вячеслав Разбегаев — «Шакир», командир отряда специального назначения, начальник «Кувалды»
- Олег Гаркуша — Толкунов, хозяин питерского клуба
- Анатолий Петров — Александр Васильевич, следователь
- Хельга Филиппова — хозяйка салона красоты «Анфея»

## Музыкальное сопровождение
В картине звучит саундтрек (две песни) российской рок-группы «Сплин».

## Отзывы
- На сайте «О кино» (Украина) фильму присудили 9 звёзд из 10-ти, написав: «Картина цельная, мощная, показанной истории и героям веришь с первой минуты, от фильма остаётся то приятное послевкусие и лёгкая эйфория в голове, как от истинного произведения искусства. Профессионализм во всём: режиссура, сценарий, операторская работа, музыка „Сплина“. Фильм о природе любви и её силе»[2].
- Екатерине Барабаш из «Независимой газеты» фильм не понравился. Она считает, что «героиню Таню нужно сначала показать психиатру, а уж потом выяснять с ней отношения»[3].
- Рецензия Анатолия Филатова оказалась и вовсе разгромной: «Режиссёр фильма „Качели“ Антон Сиверс, скорее всего, не человек. Потому что я не представляю, кем надо быть, чтобы снять полуторачасовую муть, построенную на ужасающе избитых штампах только для того, чтобы лишний раз напомнить людям о том, что небо синее, трава зелёная, когда папа любит маму это хорошо, а когда ещё и мама папу — это ещё лучше»[4].
- Юрий Лущинский выделяет как плюсы, так и минусы. К первым он относит: приземлённость и жизненность сюжета; понятные персонажи, чьи переживания порой воспринимаются как свои; отличная актёрская игра Марии Мироновой; и вполне сносно снятый экшен. Но и минусов Лущинский находит не меньше: надоедливые метания героев туда-сюда-обратно; своё горе не учит героя Мерзликина решительно ничему, и последствия принимаемых решений — особенно те, за которые придётся расплачиваться невинным и искренне влюблённым, — совершенно не принимаются им в расчёт; фильм показывает любовь как «манию или одержимость, а вовсе не окрыляющее неземное чувство, делающее нас лучше, чем мы есть на самом деле, и бед от неё — по-любому больше, чем добра»[5].
- Валерий Кичин из «Российской газеты» посмотрел фильм трижды, написав в итоге: «Реклама может отпугнуть зрителя. А жаль: фильм не вполне заурядный. Если его всё-таки посмотреть, он долго не отпустит, заставит снова прокручивать увиденное в памяти и даже ставить вопросы. Типа: „Почему мы такие?!“»[6].
- Олег Денежка, в своём обзоре на сайте «Кинокадр», отмечает множество нелепостей фильма, а также шаблонность и нераскрытость персонажей и событий: «Персонажи обозначены пиктограммами, события стрелочками. Особенно яростные события — красными стрелочками»[7].
- Пётр Фаворов, обозреватель журнала «Афиша», вообще не увидел в картине ничего положительного, кроме саундтрека группы «Сплин»: «Чтобы понять, как тошнит человека, досмотревшего „Качели“ до финальных титров, представьте себе композицию, скажем, „Мобильный“, только ко всему ещё и сыгранную мимо нот, спетую человеком без слуха, и продолжительностью в 84 минуты»[8].

## Награды и номинации
Список приводится в соответствии с данными IMDb.
| Награды и номинации     | Награды и номинации                 | Награды и номинации | Награды и номинации | Награды и номинации |
| Награда                 | Категория                           | Номинант            | Результат           |                     |
| ----------------------- | ----------------------------------- | ------------------- | ------------------- | ------------------- |
| MTV Russia Movie Awards | «Лучшая мужская роль»               | Андрей Мерзликин    | Номинация           |                     |
| «Золотой орёл»          | «Лучшая женская роль второго плана» | Ксения Раппопорт    | Номинация           |                     |